# Маній Ацилій Глабріон Гней Корнелій Север
Маній Ацилій Глабріон Гней Корнелій Север (лат. Manius Acilius Glabrio Gnaeus Cornelius Severus; ? — після 167) — політичний, державний та військовий діяч Римської імперії, консул 152 року.

## Життєпис
Походив з роду нобілів Ациліїв. Син Марка Ацилія Глабріона, консула 124 року, та Корнелії Севери. На честь свого діда додав до прізвища його ім'я.
Про молоді роки немає відомостей. Як імператорський легат керував провінцією Крит і Киренаїка. На початку 140-х роках на посаді легата служив під орудою батька в провінції Африка. Вслід за цим обіймав магістратури квестора, претора, а також народного трибуна. У 152 році став консулом разом з Марком Валерієм Гомулом. З 164 до 167 року як імператорський легат-пропретор керував провінцією Азія.

## Сім'я
- Маній Ацилій Глабріон, консул-суфект 173 та консул 186 року.